# Yoshiki Oka
Yoshiki Oka (født 26. april 1994) er en japansk fodboldspiller, som spiller for den japanske fodboldklub Azul Claro Numazu.